# Chaldon Herring
Chaldon Herring est une paroisse civile et un village du Dorset, en Angleterre.